# Звездица

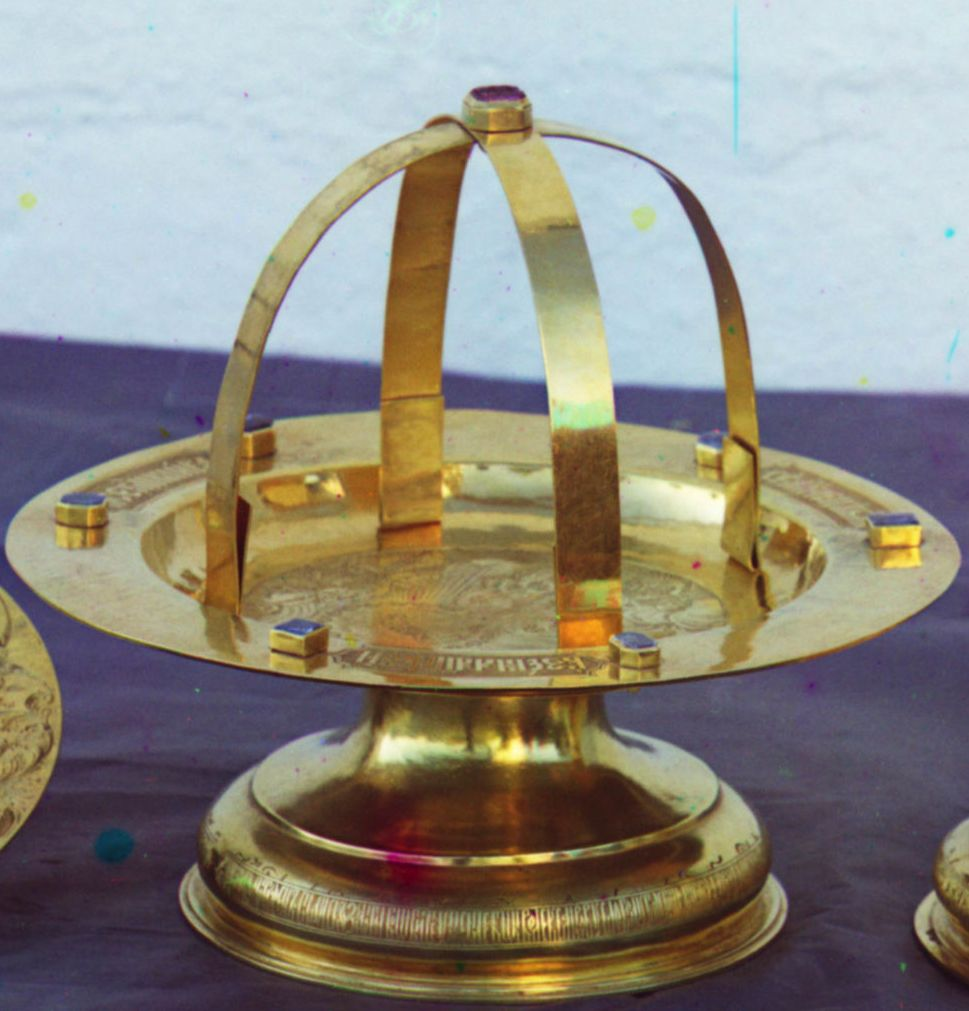
Звездица, установленная на дискосе

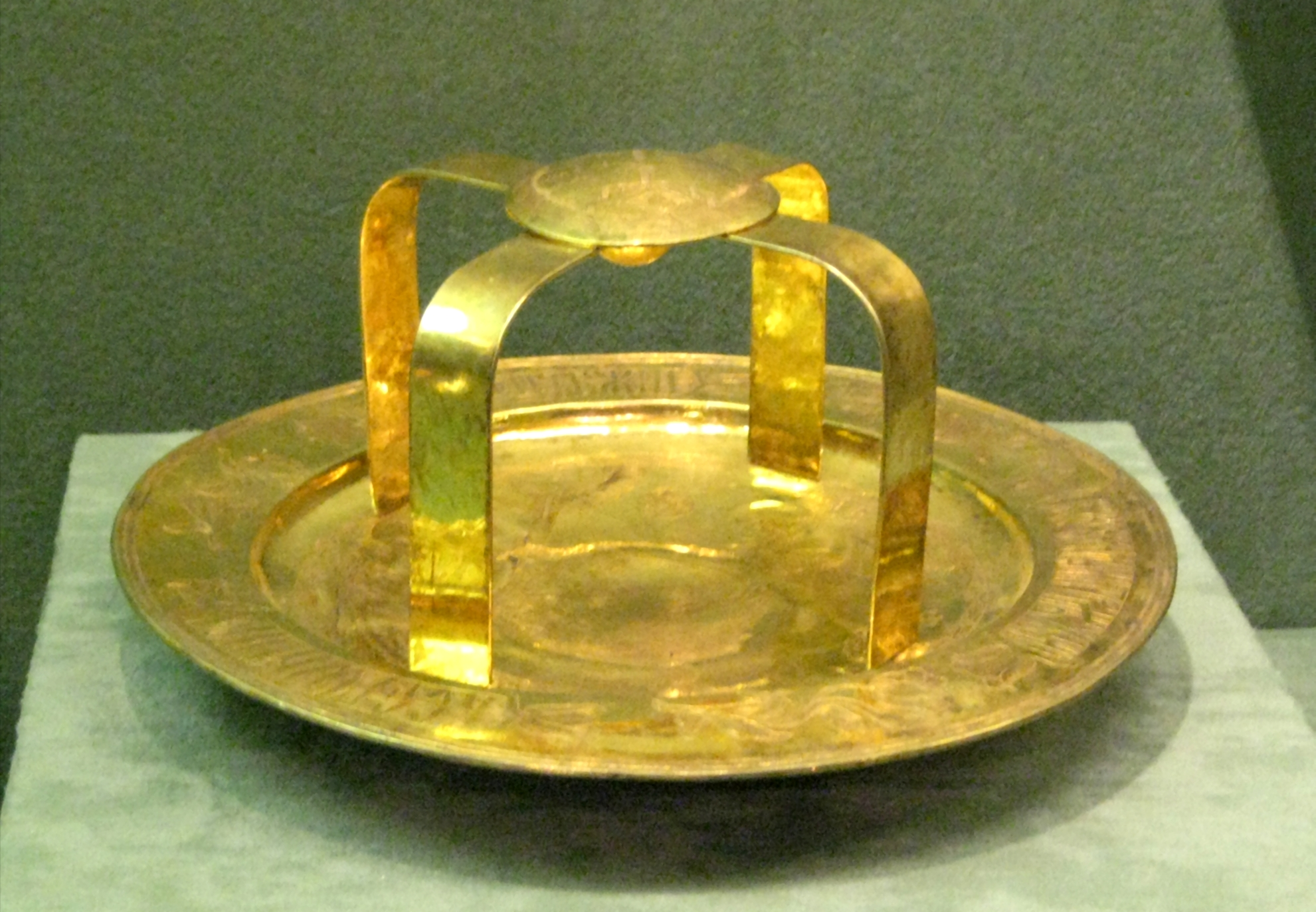
Звездица, установленная на дискосе. Храм Василия Блаженного

Звезди́ца (греч. ἀστερίσκον, ἀστερίσκος) — предмет церковной утвари, представляющий собой две металлические крестообразно соединённые дуги. Символизирует Вифлеемскую звезду (дискос покрывается звездицей со словами «И прише́дши звезда, и ста́ верху́, иде́же бе Отроча́.» (придя, звезда встала там, где был Младенец [Христос])). Мф. 2:9
Используется в проскомидии (первой части православной литургии). Звездицу ставят на дискос четырьмя концами над находящимися на нём частицами хлеба, приготовленных для евхаристии. Звездица не допускает покровы и «воздух» до непосредственного прикосновения к этим частицам, а также не даёт им смешиваться между собой.